# Sutz-Lattrigen
Sutz-Lattrigen és un municipi del cantó de Berna (Suïssa), situat a l'antic districte de Nidau i a l'actual Bienne.